# Osja, amore mio
Osja, amore mio è la quarta traccia dell'album “Nella tua luce” pubblicato nel 2013 dalla band rock italiana Marlene Kuntz.
Il testo della canzone si ispira alla figura del letterato russo fondatore dell'Acmeismo Osip Ėmil'evič Mandel'štam ed è scritto dal punto di vista della moglie di quest'ultimo, la pittrice e scrittrice Nadežda Jakovlevna Mandel'štam. Durante gli anni di lontananza dal marito, vittima delle persecuzioni delle Grandi purghe staliniane, decise di dedicarsi alla conservazione e al tramandamento delle opere che lui aveva composto fino ad allora, impegnandosi ad impararle a memoria per una scarsa fiducia nei confronti della carta. Nel titolo e nel testo della canzone, Nadja si rivolge al marito usando l'abbreviazione russa del nome Osip, ovvero Osja.